# Akhtarine
Akhtarine ou Akhterine (أخترين, en kurde Axtare) est une petite ville du nord de la Syrie peuplée en majorité de Kurdes. Elle dépend administrativement du gouvernorat d'Alep, du district d'Azaz et dans le canton (nahié) du même nom, dont elle est le chef-lieu,. Sa population était de 5 305 habitants au recensement de 2004.

## Géographie
Akhtarine se trouve à 38 kilomètres au nord-est d'Alep et proche de Mari au sud-ouest, Dabiq au nord-ouest et Ziadiyah au nord-est. Elle est située à 340 kilomètres au nord/nord-est de Damas.